# Ectropothecium obtusulum
Ectropothecium obtusulum là một loài Rêu trong họ Hypnaceae. Loài này được (Cardot) Z. Iwats. mô tả khoa học đầu tiên năm 1967.